# Erick Marcus
Erick Marcus dos Santos Oliveira do Carmo (Rio de Janeiro, 1º aprile 2004) è un calciatore brasiliano, attaccante del Ludogorec.

## Carriera

### Club
Marcus è entrato a far parte delle giovanili del Vasco da Gama nel 2016. Ha firmato il suo primo contratto da professionista con il club nel gennaio 2023 e il 17 febbraio ha esordito in prima squadra contro il Botafogo nel Campionato Carioca.
Il mese successivo ha segnato il suo primo gol nella vittoria per 4-0 contro il Trem in Coppa del Brasile.

### Nazionale
Nel 2022 ha giocato 2 partite con la nazionale brasiliana Under-20.

## Statistiche

### Presenze e reti nei club
Statistiche aggiornate all'11 giugno 2023.
| Stagione             | Squadra              | Campionato           | Campionato | Campionato | Coppe nazionali | Coppe nazionali | Coppe nazionali | Coppe continentali | Coppe continentali | Coppe continentali | Altre coppe | Altre coppe | Altre coppe | Totale | Totale | Totale |
| Stagione             | Squadra              | Comp                 | Pres       | Reti       | Comp            | Pres            | Reti            | Comp               | Pres               | Reti               | Comp        | Pres        | Reti        | Pres   | Reti   |        |
| -------------------- | -------------------- | -------------------- | ---------- | ---------- | --------------- | --------------- | --------------- | ------------------ | ------------------ | ------------------ | ----------- | ----------- | ----------- | ------ | ------ | ------ |
| 2023                 | Vasco da Gama        | A/RJ+A               | 8+14       | 0+1        | CB              | 2               | 1               |                    | -                  | -                  |             | -           | -           | 24     | 2      |        |
| 2024                 | Vasco da Gama        | A/RJ+A               | 3+6        | 0+0        | CB              | 0               | 0               | -                  | -                  | -                  | -           | -           | -           | 9      | 0      |        |
| Totale Vasco da Gama | Totale Vasco da Gama | Totale Vasco da Gama | 11+20      | 0+1        |                 | 2               | 1               |                    | -                  | -                  |             | -           | -           | 33     | 2      |        |
| 2024-2025            | Ludogorec            | PFL                  | 13         | 5          | CB              | 1               | 0               | UEL                | 7                  | 1                  | SB          | 1           | 0           | 22     | 6      |        |
| Totale carriera      | Totale carriera      | Totale carriera      | 44         | 6          |                 | 3               | 1               |                    | 7                  | 1                  |             | 1           | 0           | 55     | 8      |        |

## Palmarès
- Supercoppa di Bulgaria: 1

Ludogorec: 2024
- Campionato bulgaro: 1

Ludogorec: 2024-2025